# Burgstall Ermhof
Der Burgstall Ermhof bezeichnet eine abgegangene Höhenburg auf dem Buchenberg ca. 160 m westlich der Kirche St. Martin von Ermhof, einem Gemeindeteil der Gemeinde Neukirchen bei Sulzbach-Rosenberg im Oberpfälzer Landkreis Amberg-Sulzbach. Die Anlage wird als Bodendenkmal unter der Aktennummer D-3-6435-0140 als „mittelalterlicher Burgstall“ geführt.

## Beschreibung

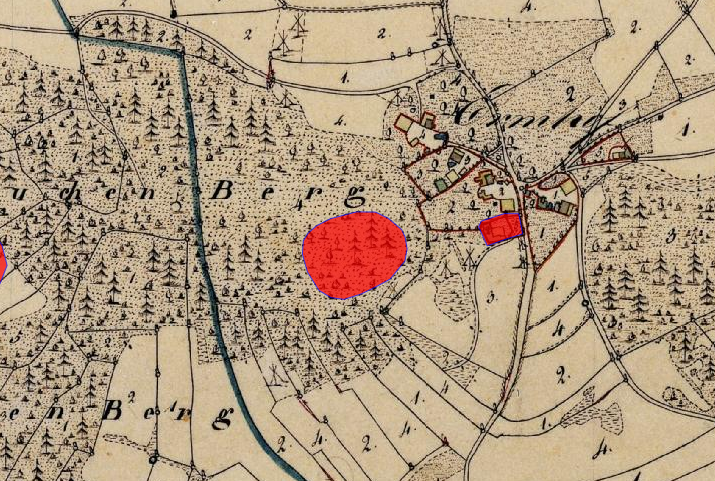
Lageplan des Burgstalls Ermhof auf dem Urkataster von Bayern

Erhalten hat sich ein Halsgraben, dem ein weiterer angefangener, aber nicht vollendeter Graben vorgelegt ist. Auf der Burgfläche ist neben einem Wall in einem Raubgrabungsloch noch mehrlagiges Mauerwerk vorhanden. Die Burganlage bestand vermutlich nur aus einem turmförmigen  Gebäude.